# Philipp, der Kleine
Philipp, der Kleine ist ein Kinderfilm der DEFA von Herrmann Zschoche aus dem Jahr 1976.

## Handlung
Philipp ist für sein Alter zu klein und erntet deshalb häufig den Spott seiner Kameraden, wenn er beispielsweise in der Schule kaum an die Tafel reicht. Er lebt mit seinem Vater, der als Lokführer bei der Bahn arbeitet, allein. Versorgt werden beide von der Oma Hundertgramm. Während eines Spaziergangs mit seinem Vater durch die Stadt, bekommt er von diesem eine Flöte geschenkt. Als er diese verliert, erzählt er dem Musikalienhändler sein Missgeschick und bekommt von ihm eine Neue – eine Wunderflöte. Mit einer bestimmten Melodie kann er Gegenstände und Lebewesen größer oder kleiner werden lassen, nur sich selbst nicht. Er darf aber, wenn er fleißig das Musizieren auf der Flöte erlernt, auf ein anderes Wunder hoffen.
Im Städtchen stiftet er einige Verwirrung an, als er die Katze zum Löwen macht und die Schulglocke ganz klein. Auch die anderen gutgemeinten Taten, wie zum Beispiel das Vergrößern der Früchte am Apfelbaum oder das Verkleinern eines Möbelwagens, bringen ihm keine Anerkennung. Die erntet er eines Tages aber mit seiner Musik. Das ausgiebige Spielen auf seiner Flöte hat ihn zu einem kleinen Meister gemacht. Verzaubert bleiben die Leute auf dem Marktplatz stehen und lauschen seiner Musik. Durch diesen Erfolg, werden alle bisherigen Veränderungen, die durch die Wunderflöte entstanden, wieder rückgängig gemacht.

## Produktion
Philipp, der Kleine wurde von der Künstlerischen Arbeitsgruppe „Johannisthal“ auf ORWO-Color in Arnstadt gedreht und hatte anlässlich der VI. Kindersommerfilmtage am 8. Juli 1976 im Strandkino von Bad Saarow Premiere. Die Erstausstrahlung im 1. Programm des Fernsehen der DDR erfolgte am 8. Oktober 1977. Am 3. Mai 1980 lief der Film erstmals im ZDF.

## Kritik
H.U. schreibt in der Neuen Zeit: Realität und Phantasie gehen ganz selbstverständlich ineinander über. Kein Bruch dazwischen, keine Trennung voneinander: das wirkliche Leben und das Wunderbare bilden eine organische Einheit. Und die Moral von Philipps Geschichte wird ganz ohne didaktische Vordergründigkeit vermittelt, entwickelt sich ganz unaufdringlich aus der Handlung. In der genauen Beobachtung eines sympathischen Kleinstadtmilieus waltet auch einige liebenswürdige Ironie, wenn der Blick auf die Welt der Erwachsenen fällt. Horst Knietzsch schreibt im Neuen Deutschland: Wie zu hören ist, hat dieser Film bei seinen Zuschauern ein gutes, ja begeistertes Echo gefunden. Das kann ich verstehen, denn der neue Kinderfilm der DEFA ist mit Vergnügen zu sehen. Das Lexikon des internationalen Films schrieb, dass es sich hier um einen vorzüglichen Kinderfilm handelt, der kindgemäße Ansprüche mit viel Fantasie und Spaß erfüllt.

## Auszeichnungen
- 1977: VII. Kinderfilmwoche der DDR in Gera: Preis des Ministers für Volksbildung
- 1978: Kinderfilmfestival in Salzburg (Österreich): Publikumspreis